# Benno Matthes
Benno Friedrich Oswald Matthes (* 15. September 1825 in Liegnitz; † 30. April 1911 in Comfort (Texas)) war ein deutscher Zoologe (Herpetologe) und Arzt.

## Leben
Matthes studierte wahrscheinlich in Breslau in Medizin. In einem Buch von 1848 klagt er die preußischen Behörden der Untätigkeit an und den preußischen Staat der Unterdrückung von Presseberichten über die Hungersnot 1846/47 in Schlesien. Er zog um 1850 in die Vereinigten Staaten, wo er zunächst ab Januar 1852 Arzt für Geburtshilfe in Cincinnati war. Ab August 1853 war er in Texas, zunächst in Galveston, dann eine Weile in Houston. Er sammelte für das Museum in Dresden und veröffentlichte besonders über Amphibien und Reptilien sowie allgemein Reiseberichte über Texas. 1854/55 war er wieder in Deutschland und 1856 wieder in Texas, wo er bei Round Rock (Texas) lebte. 1860 war er wieder kurz in Deutschland und promovierte in Jena. Ab 1865 war er in Fayetteville (Texas), wo er eine Apotheke hatte und als Arzt praktizierte. 1907 zog er nach Comfort.
Er heiratete in den 1860er Jahren Maria Meitzen. Beide adoptierten zwei Töchter.
1865 wurde er zum Mitglied der Leopoldina gewählt.
Von ihm stammt die Erstbeschreibung des Querzahnmolchs Ambystoma texanum (MATTHES 1855). Er setzte sich für Tierschutz ein und schrieb ein Buch, in dem er die Meinung vertrat, auch Tiere besäßen ein Seelenleben.

## Schriften
- Die Hungerpest in Oberschlesien: Beleuchtung oberschlesischer und preussischer Zustände. Mannheim 1848 Archive
- Excursion von New Orleans nach dem Urwald von Rio Colorado in Texas. In: Allgemeine Deutsche Naturhistorische Zeitschrift, Band 1, 1855, S. 152–162 BHL
- Die Hemibatrachier im Allgemeinen und die Hemibatrachier von Nord-Amerika im Speciellen. In: Allgemeine Deutsche Naturhistorische Zeitschrift, Band 1, 1855, S. 249–280 BHL
- Reise-Bilder. Bilder aus Texas. Dresden 1861 Google Books
- Betrachtungen über Wirbelthiere, deren Seelenleben und die Stellung derselben zum Menschen. Ein Beitrag zur Förderung der Wissenschaft und Humanität. Dresden, 2. Auflage 1866 Google Books
- Ueber die Mittel, wahrhaft humane Gesinnungen gegen die Thierwelt heranzubilden, Dresden 1861, Schwerin 1865 (Vortrag vor dem Dresdner Tierschutzverein 29. Dezember 1860)